# Matteo Gonella

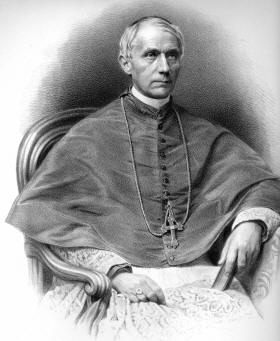
Matteo Gonella in 1865

Matteo Eustachio Gonella (Turijn, 20 september 1811 – Rome, 15 april 1870) is een Italiaanse kardinaal uit de 19e eeuw.
Matteo Eustachio Gonella voerde functies uit binnen de Romeinse Curie, hoofdzakelijk in de Congregatie voor Buitengewone Kerkelijke Aangelegenheden en als apostolisch nuntius in Orvieto en Viterbo.
Hij werd verkozen tot titulair aartsbisschop van Neocaesarea in Ponto en als apostolisch nuntius naar België gestuurd in 1850 en later naar Beieren in 1861. Gonella werd overgeplaatst naar het bisdom Viterbo en Toscanella in 1866.
Paus Pius IX wijdde hem tot kardinaal tijdens het consistorie van 13 maart 1868. Kardinaal Gonella nam deel aan het Eerste Vaticaans Concilie in 1869-1870.